# Ceropegia aridicola
Ceropegia aridicola är en oleanderväxtart som beskrevs av W. W. Smith. Ceropegia aridicola ingår i släktet Ceropegia och familjen oleanderväxter. Inga underarter finns listade i Catalogue of Life.